# 木村利右衛門

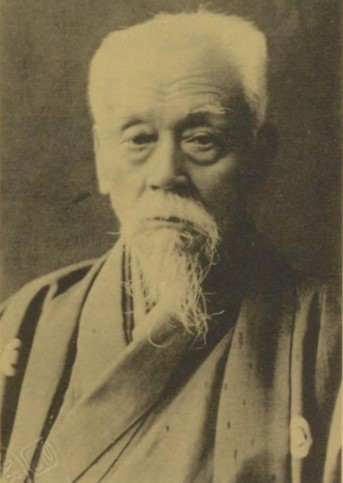
木村利右衛門

木村利右衛門（きむら りえもん、天保5年11月8日（1834年12月8日） - 大正8年（1919年）8月20日）は日本の実業家。

## 略歴

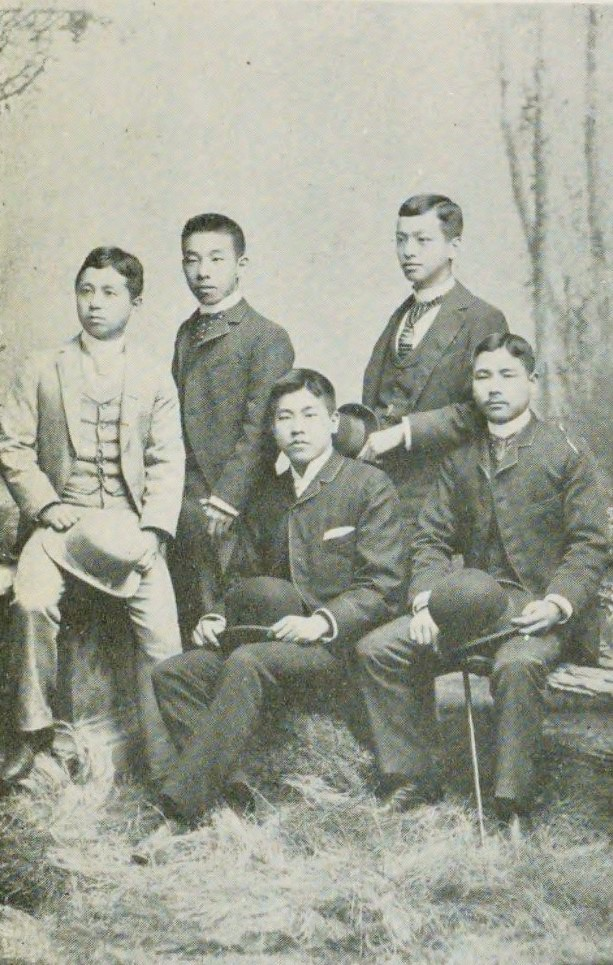
長男の重太郎（左端）は米国に留学し、のちに武藏野鉄道株式会社の取締役となった

明治大正期の貿易商。上総国（千葉県）望陀郡の豪農松崎儀兵衛の4男。生日には異説がある。養子として鈴木家、次いで木村家を継ぐ。岳父東作、養嗣子理左衛門。明治2（1869年）上京、4年横浜に移り、仲屋横浜店を開き繊維品取引で引取商としての地位を築く。
1880年（明治13年）横浜正金銀行(東京銀行)の設立に参画し取締役、1891年（明治24年）には生糸売込業も兼ねた。1892年（明治25年）横浜共同電燈会社（東京電力）、1896年（明治29年）横浜電線製造会社（古河電工）の社長となる。1902年（明治35年）補欠選挙で互選され、同年7月29日、貴族院多額納税者議員に任じられ、翌年6月18日まで在任。
横浜貿易商のなかでは一家言を持つ重鎮であった。著書に漢詩集『寧静詩鈔』がある。享年85。墓所は横浜市根岸共同墓地。